# ドクター (映画)
『ドクター』（英: The Doctor）は、1991年にアメリカで製作された映画作品である。原作はエドワード・E・ローゼンバウムの自伝。

## 内容
主人公のマッキーは成功した外科医であったがガンを宣告され、自らが患者の立場になることで、今まで医療者の立場から見てきた医療現場に対し様々な疑問を感じるようになった。
妻と恋人との間で揺れ動く心の葛藤を交え、医療とは何かという主題に対し新たな視点を導入した意欲作である。

## キャッチ・フレーズ
「ある日、医者は患者になった。そして、医者は人間になった。｣

## キャスト
※括弧内は日本語吹替
- ジャック・マッキー - ウィリアム・ハート（堀勝之祐）
- アン・マッキー - クリスティーン・ラーティ（藤田淑子）
- ジューン・エリス - エリザベス・パーキンス（小宮和枝）
- マーレイ・カプラン医師 - マンディ・パティンキン（江原正士）
- イーライ・ブルムフィールド医師 - アダム・アーキン（梅津秀行）
- レスリー・アボット医師 - ウェンディ・クルーソン
- ニッキー・マッキー - チャーリー・コースモ
- ラルフ - J・E・フリーマン（塚田正昭）
- マリス - ウィリアム・マークェス（原田一夫）
- アラン - カイル・セコー
- ローリー - ナンシー・パーソンズ（巴菁子）
- チャールズ・リード医師 - ゼイクス・モカエ（クレジットなし）（星野充昭）